# Thranius rufescens
Thranius rufescens là một loài bọ cánh cứng trong họ Cerambycidae.